# Агра, Салвадор
Салвадор Жозе Мильязиш Агра (порт. Salvador José Milhazes Agra; род. 11 ноября 1991, Вила-ду-Конди, Порту) — португальский футболист, крайний полузащитник клуба «Боавишта».

## Клубная карьера
Воспитанник клуба «Варзим». В его старшей команде дебютировал в сезоне 2010/11 и сразу стал основным игроком, пропустив только одну игру в чемпионате. Однако по итогам сезона «Варзим» вылетел из второго дивизиона. В июле 2011 года перешёл в «Ольяненсе», подписал трёхлетний контракт. Дебютный матч в чемпионате Португалии сыграл 13 августа 2011 года, отыграв последние 15 минут в игре против «Спортинга».
В январе 2012 года оформил трансфер в испанский «Реал Бетис», который приобрёл 60 % прав на игрока за 300 тысяч евро. До конца сезона 2011/12 футболист оставался в своём прежнем клубе. Перебравшись в Испанию, футболист так и не стал игроком основного состава, сыграв за «Бетис» 14 матчей во всех турнирах. Свой единственный гол в чемпионате Испании игрок забил 26 сентября 2012 года в ворота «Атлетико Мадрид» (2:4). «Бетис» несколько раз отдавал полузащитника в аренду — в итальянскую «Сиену» и клубы Португалии. В сезоне 2014/15, играя на правах аренды за «Брагу», стал финалистом Кубка Португалии.
В июне 2015 года Агра покинул «Бетис» и подписал четырёхлетний контракт с «Насьонал» из Фуншала. В своём первом сезоне в новом клубе сыграл все 34 матча в чемпионате и забил 9 голов, стал вторым бомбардиром клуба после бразильца Тикиньо (10).

## Карьера в сборной
Выступал за юношеские и молодёжные сборные Португалии. В 2010 году принимал участие в финальном турнире юношеского (U19) чемпионата Европы, вышел на поле только в одном матче, в котором португальцы уступили Хорватии 0:5.
В 2016 году включён в состав олимпийской сборной страны для участия в Олимпиаде в Рио-де-Жанейро.